# WTA-seizoen 2011
Het WTA-seizoen in 2011 bestond uit de internationale tennistoernooien die door de WTA werden georganiseerd in het kalenderjaar 2011. In het onderstaande overzicht zijn voor de overzichtelijkheid ook de grandslamtoernooien, de Fed Cup en de Hopman Cup toegevoegd, hoewel deze door de ITF werden georganiseerd.

## Legenda
| Grandslamtoernooien        |
| Eindejaarskampioenschappen |
| Premier Mandatory          |
| Premier Five               |
| Premier                    |
| International              |
| Toernooien voor teams      |

### Codering
De codering voor het aantal deelnemers is als volgt:
"128S/96Q/64D/32X" betekent:
- 128 deelnemers aan hoofdtoernooi vrouwenenkelspel (S)
- 96 aan het vrouwenkwalificatietoernooi (Q)
- 64 koppels in het vrouwendubbelspel (D)
- 32 koppels in het gemengd dubbelspel (X)

Alle toernooien werden in principe buiten gespeeld, tenzij anders vermeld.
RR = groepswedstrijden ("Round Robin"), (i) = indoor

## WTA-toernooikalender

### Januari
| Week van              | Toernooi | Winnares                                                                                      | Verliezend finaliste                     | Uitslag finale   |         |
| --------------------- | --- | --------------------------------------------------------------------------------------------- | ---------------------------------------- | ---------------- | ------- |
| 3 januari             | Hopman Cup Perth, Australië Hopman Cup AU$1.000.000 - hardcourt (i) - 8 gemengde teams (RR)                      | Verenigde Staten – Bethanie Mattek-Sands – John Isner                                         | België – Justine Henin – Ruben Bemelmans | 2-1              | details |
| 3 januari             | Brisbane International Brisbane, Australië WTA International Tournaments $220.000 - hardcourt - 32S/32Q/16D      | Petra Kvitová                                                                                 | Andrea Petković                          | 6-1, 6-3         | details |
| 3 januari             | Brisbane International Brisbane, Australië WTA International Tournaments $220.000 - hardcourt - 32S/32Q/16D      | Alisa Klejbanova Anastasija Pavljoetsjenkova                                                  | Klaudia Jans Alicja Rosolska             | 6-3, 7-5         | details |
| 3 januari             | ASB Classic Auckland, Nieuw-Zeeland WTA International Tournaments $220.000 - hardcourt - 32S/32Q/16D             | Gréta Arn                                                                                     | Yanina Wickmayer                         | 6-3, 6-3         | details |
| 3 januari             | ASB Classic Auckland, Nieuw-Zeeland WTA International Tournaments $220.000 - hardcourt - 32S/32Q/16D             | Květa Peschke Katarina Srebotnik                                                              | Sofia Arvidsson Marina Erakovic          | 6-3, 6-0         | details |
| 10 januari            | Medibank International Sydney Sydney, Australië WTA Premier Tournaments $618.000 - hardcourt - 30S/32Q/16D       | Li Na                                                                                         | Kim Clijsters                            | 7-6(3), 6-3      | details |
| 10 januari            | Medibank International Sydney Sydney, Australië WTA Premier Tournaments $618.000 - hardcourt - 30S/32Q/16D       | Iveta Benešová Barbora Záhlavová-Strýcová                                                     | Květa Peschke Katarina Srebotnik         | 4-6, 6-4, [10-7] | details |
| 10 januari            | Moorilla Hobart International Hobart, Australië WTA International Tournaments $220.000 - hardcourt - 32S/32Q/16D | Jarmila Groth                                                                                 | Bethanie Mattek-Sands                    | 6-4, 6-3         | details |
| 10 januari            | Moorilla Hobart International Hobart, Australië WTA International Tournaments $220.000 - hardcourt - 32S/32Q/16D | Sara Errani Roberta Vinci                                                                     | Kateryna Bondarenko Līga Dekmeijere      | 6-3, 7-5         | details |
| 17 januari 24 januari | Australian Open Melbourne, Australië Grand slam A$23.140.000 - hardcourt - 128S/96Q/64D/32X                      | Kim Clijsters                                                                                 | Li Na                                    | 3-6, 6-3, 6-3    | details |
| 17 januari 24 januari | Australian Open Melbourne, Australië Grand slam A$23.140.000 - hardcourt - 128S/96Q/64D/32X                      | Gisela Dulko Flavia Pennetta                                                                  | Viktoryja Azarenka Maria Kirilenko       | 2-6, 7-5, 6-1    | details |
| 17 januari 24 januari | Australian Open Melbourne, Australië Grand slam A$23.140.000 - hardcourt - 128S/96Q/64D/32X                      | Katarina Srebotnik Daniel Nestor                                                              | Chan Yung-jan Paul Hanley                | 6-3, 3-6, [10-7] | details |
| 31 januari            | Fed Cup (eerste ronde)                                                                                           | Italië 4–1 Australië Rusland 3–2 Frankrijk Tsjechië 3–2 Slowakije België 4–1 Verenigde Staten |                                          |                  | details |

### Februari
| Week van    | Toernooi | Winnares                                     | Verliezend finaliste                          | Uitslag finale      |         |
| ----------- | --- | -------------------------------------------- | --------------------------------------------- | ------------------- | ------- |
| 7 februari  | Open GDF Suez Parijs, Frankrijk WTA Premier Tournaments $618.000 - hardcourt (i) - 30S/32Q/16D                                             | Petra Kvitová                                | Kim Clijsters                                 | 6-4, 6-3            | details |
| 7 februari  | Open GDF Suez Parijs, Frankrijk WTA Premier Tournaments $618.000 - hardcourt (i) - 30S/32Q/16D                                             | Bethanie Mattek-Sands Meghann Shaughnessy    | Vera Doesjevina Jekaterina Makarova           | 6-4, 6-2            | details |
| 7 februari  | PTT Pattaya Open Pattaya, Thailand WTA International Tournaments $220.000 - hardcourt - 32S/32Q/16D                                        | Daniela Hantuchová                           | Sara Errani                                   | 6-0, 6-2            | details |
| 7 februari  | PTT Pattaya Open Pattaya, Thailand WTA International Tournaments $220.000 - hardcourt - 32S/32Q/16D                                        | Sara Errani Roberta Vinci                    | Sun Shengnan Zheng Jie                        | 3-6, 6-3, [10-5]    | details |
| 14 februari | Dubai Duty Free Tennis Championships Dubai, Verenigde Arabische Emiraten WTA Premier Five Tournaments $2.050.000 - hardcourt - 56S/32Q/28D | Caroline Wozniacki                           | Svetlana Koeznetsova                          | 6-1, 6-3            | details |
| 14 februari | Dubai Duty Free Tennis Championships Dubai, Verenigde Arabische Emiraten WTA Premier Five Tournaments $2.050.000 - hardcourt - 56S/32Q/28D | Liezel Huber María José Martínez Sánchez     | Květa Peschke Katarina Srebotnik              | 7-6(5), 6-3         | details |
| 14 februari | Cellular South Cup Memphis, Verenigde Staten WTA International Tournaments $220.000 - hardcourt (i) - 32S/32Q/16D                          | Magdaléna Rybáriková                         | Rebecca Marino                                | 6-2, opg.           | details |
| 14 februari | Cellular South Cup Memphis, Verenigde Staten WTA International Tournaments $220.000 - hardcourt (i) - 32S/32Q/16D                          | Volha Havartsova Alla Koedrjavtseva          | Andrea Hlaváčková Lucie Hradecká              | 6-3, 4-6, [10-8]    | details |
| 14 februari | Copa BBVA-Colsanitas Bogota, Colombia WTA International Tournaments $220.000 - gravel - 32S/32Q/16D                                        | Lourdes Domínguez Lino                       | Mathilde Johansson                            | 2-6, 6-3, 6-2       | details |
| 14 februari | Copa BBVA-Colsanitas Bogota, Colombia WTA International Tournaments $220.000 - gravel - 32S/32Q/16D                                        | Edina Gallovits-Hall Anabel Medina Garrigues | Sharon Fichman Laura Pous Tió                 | 2-6, 7-6(6), [11-9] | details |
| 21 februari | Qatar Ladies Open Doha, Qatar WTA Premier Tournaments $721.000 - hardcourt (i) - 30S/32Q/16D                                               | Vera Zvonarjova                              | Caroline Wozniacki                            | 6-4, 6-4            | details |
| 21 februari | Qatar Ladies Open Doha, Qatar WTA Premier Tournaments $721.000 - hardcourt (i) - 30S/32Q/16D                                               | Květa Peschke Katarina Srebotnik             | Liezel Huber Nadja Petrova                    | 7-5, 6-7(2), [10-8] | details |
| 21 februari | Abierto Mexicano Telcel Acapulco, Mexico WTA International Tournaments $220.000 - gravel - 32S/32Q/16D                                     | Gisela Dulko                                 | Arantxa Parra Santonja                        | 6-3, 7-6(5)         | details |
| 21 februari | Abierto Mexicano Telcel Acapulco, Mexico WTA International Tournaments $220.000 - gravel - 32S/32Q/16D                                     | Marija Koryttseva Ioana Raluca Olaru         | Lourdes Domínguez Lino Arantxa Parra Santonja | 3-6, 6-1, [10-4]    | details |
| 28 februari | Whirlpool Monterrey Open Monterrey, Mexico WTA International Tournaments $220.000 - hardcourt - 32S/32Q/16D                                | Anastasija Pavljoetsjenkova                  | Jelena Janković                               | 2-6 6-2 6-3         | details |
| 28 februari | Whirlpool Monterrey Open Monterrey, Mexico WTA International Tournaments $220.000 - hardcourt - 32S/32Q/16D                                | Iveta Benešová Barbora Záhlavová-Strýcová    | Anna-Lena Grönefeld Vania King                | 68-7 6-2 [10-6]     | details |
| 28 februari | Malaysian Open Kuala Lumpur, Maleisië WTA International Tournaments $220.000 - hardcourt (i) - 32S/32Q/16D                                 | Jelena Dokić                                 | Lucie Šafářová                                | 2-6 7-6(9) 6-4      | details |
| 28 februari | Malaysian Open Kuala Lumpur, Maleisië WTA International Tournaments $220.000 - hardcourt (i) - 32S/32Q/16D                                 | Dinara Safina Galina Voskobojeva             | Noppawan Lertcheewakarn Jessica Moore         | 7-5 2-6 [10-5]      | details |

### Maart
| Week van          | Toernooi | Winnares                               | Verliezend finaliste                      | Uitslag finale    |         |
| ----------------- | --- | -------------------------------------- | ----------------------------------------- | ----------------- | ------- |
| 7 maart 14 maart  | BNP Paribas Open Indian Wells, Verenigde Staten WTA Premier Mandatory Tournaments $4.500.000 - hardcourt - 96S/48Q/32D | Caroline Wozniacki                     | Marion Bartoli                            | 6-1 2-6 6-3       | details |
| 7 maart 14 maart  | BNP Paribas Open Indian Wells, Verenigde Staten WTA Premier Mandatory Tournaments $4.500.000 - hardcourt - 96S/48Q/32D | Sania Mirza Jelena Vesnina             | Bethanie Mattek-Sands Meghann Shaughnessy | 6-0 7-5           | details |
| 21 maart 28 maart | Sony Ericsson Open Miami, Verenigde Staten WTA Premier Mandatory Tournaments $4.500.000 - hardcourt - 96S/48Q/32D      | Viktoryja Azarenka                     | Maria Sjarapova                           | 6-1, 6-4          | details |
| 21 maart 28 maart | Sony Ericsson Open Miami, Verenigde Staten WTA Premier Mandatory Tournaments $4.500.000 - hardcourt - 96S/48Q/32D      | Daniela Hantuchová Agnieszka Radwańska | Liezel Huber Nadja Petrova                | 7-6(5) 2-6 [10-8] | details |

### April
| Week van | Toernooi | Winnares                                      | Verliezend finaliste                      | Uitslag finale   |         |
| -------- | --- | --------------------------------------------- | ----------------------------------------- | ---------------- | ------- |
| 4 april  | Family Circle Cup Charleston, Verenigde Staten WTA Premier Tournaments $721.000 - gravel - 56S/32Q/16D                 | Caroline Wozniacki                            | Jelena Vesnina                            | 6–2, 6–3         | details |
| 4 april  | Family Circle Cup Charleston, Verenigde Staten WTA Premier Tournaments $721.000 - gravel - 56S/32Q/16D                 | Sania Mirza Jelena Vesnina                    | Bethanie Mattek-Sands Meghann Shaughnessy | 6–4, 6–4         | details |
| 4 april  | Andalucia Tennis Experience Marbella, Spanje WTA International Tournaments $220.000 - gravel - 32S/32Q/16D             | Viktoryja Azarenka                            | Irina-Camelia Begu                        | 6–3, 6–2         | details |
| 4 april  | Andalucia Tennis Experience Marbella, Spanje WTA International Tournaments $220.000 - gravel - 32S/32Q/16D             | Nuria Llagostera Vives Arantxa Parra Santonja | Sara Errani Roberta Vinci                 | 3–6, 6–4, [10–5] | details |
| 11 april | Fed Cup (halve finale)                                                                                                 | Rusland 5–0 Italië Tsjechië 3–2 België        |                                           |                  | details |
| 18 april | Porsche Tennis Grand Prix Stuttgart, Duitsland WTA Premier Tournaments $721.000 - gravel (i) - 30S/32Q/16D             | Julia Görges                                  | Caroline Wozniacki                        | 7–6(3), 6–3      | details |
| 18 april | Porsche Tennis Grand Prix Stuttgart, Duitsland WTA Premier Tournaments $721.000 - gravel (i) - 30S/32Q/16D             | Sabine Lisicki Samantha Stosur                | Kristina Barrois Jasmin Wöhr              | 6–1, 7–6(5)      | details |
| 18 april | Grand Prix De SAR La Princesse Lalla Meryem Fez, Marokko WTA International Tournaments $220.000 - gravel - 32S/32Q/16D | Alberta Brianti                               | Simona Halep                              | 6–4,6–3          | details |
| 18 april | Grand Prix De SAR La Princesse Lalla Meryem Fez, Marokko WTA International Tournaments $220.000 - gravel - 32S/32Q/16D | Andrea Hlaváčková Renata Voráčová             | Nina Brattsjikova Sandra Klemenschits     | 6–3, 6–4         | details |
| 25 april | Barcelona Ladies Open Barcelona, Spanje WTA International Tournaments $220.000 - gravel - 32S/32Q/16D                  | Roberta Vinci                                 | Lucie Hradecká                            | 4–6, 6–2, 6–2    | details |
| 25 april | Barcelona Ladies Open Barcelona, Spanje WTA International Tournaments $220.000 - gravel - 32S/32Q/16D                  | Iveta Benešová Barbora Záhlavová-Strýcová     | Natalie Grandin Vladimíra Uhlířová        | 5–7, 6–4, [11–9] | details |
| 25 april | Estoril Open Estoril, Portugal WTA International Tournaments $220.000 - gravel - 32S/32Q/16D                           | Anabel Medina Garrigues                       | Kristina Barrois                          | 6–1, 6–2         | details |
| 25 april | Estoril Open Estoril, Portugal WTA International Tournaments $220.000 - gravel - 32S/32Q/16D                           | Alisa Klejbanova Galina Voskobojeva           | Eléni Daniilídou Michaëlla Krajicek       | 6–4, 6–2         | details |

### Mei
| Week van      | Toernooi | Winnares                             | Verliezend finaliste               | Uitslag finale      |         |
| ------------- | --- | ------------------------------------ | ---------------------------------- | ------------------- | ------- |
| 2 mei         | Mutua Madrid Open Madrid, Spanje WTA Premier Mandatory Tournaments €3.500.000 - gravel - 64S/32Q/28D              | Petra Kvitová                        | Viktoryja Azarenka                 | 7–6(3), 6–4         | details |
| 2 mei         | Mutua Madrid Open Madrid, Spanje WTA Premier Mandatory Tournaments €3.500.000 - gravel - 64S/32Q/28D              | Viktoryja Azarenka Maria Kirilenko   | Květa Peschke Katarina Srebotnik   | 6–4, 6–3            | details |
| 9 mei         | Internazionali BNL d'Italia Rome, Italië WTA Premier Five Tournaments $2.050.000 - gravel - 56S/32Q/28D           | Maria Sjarapova                      | Samantha Stosur                    | 6–2, 6–4            | details |
| 9 mei         | Internazionali BNL d'Italia Rome, Italië WTA Premier Five Tournaments $2.050.000 - gravel - 56S/32Q/28D           | Peng Shuai Zheng Jie                 | Vania King Jaroslava Sjvedova      | 6–2, 6–3            | details |
| 16 mei        | Brussels Open Brussel, België WTA Premier Tournaments $618.000 - gravel - 30S/32Q/16D                             | Caroline Wozniacki                   | Peng Shuai                         | 2–6, 6–3, 6–3       | details |
| 16 mei        | Brussels Open Brussel, België WTA Premier Tournaments $618.000 - gravel - 30S/32Q/16D                             | Andrea Hlaváčková Galina Voskobojeva | Klaudia Jans Alicja Rosolska       | 3–6, 6–0, [10–5]    | details |
| 16 mei        | Internationaux de Strasbourg Straatsburg, Frankrijk WTA International Tournaments $220.000 - gravel - 32S/32Q/16D | Andrea Petković                      | Marion Bartoli                     | 6–4, 1–0 opg.       | details |
| 16 mei        | Internationaux de Strasbourg Straatsburg, Frankrijk WTA International Tournaments $220.000 - gravel - 32S/32Q/16D | Akgul Amanmuradova Chuang Chia-jung  | Natalie Grandin Vladimíra Uhlířová | 6–4, 5–7, [10–2]    | details |
| 23 mei 30 mei | Roland Garros Parijs, Frankrijk Grand slam €17.520.000 - gravel - 128S/96Q/64D/32X                                | Li Na                                | Francesca Schiavone                | 6–4, 7–6(0)         | details |
| 23 mei 30 mei | Roland Garros Parijs, Frankrijk Grand slam €17.520.000 - gravel - 128S/96Q/64D/32X                                | Andrea Hlaváčková Lucie Hradecká     | Sania Mirza Jelena Vesnina         | 6–4, 6–3            | details |
| 23 mei 30 mei | Roland Garros Parijs, Frankrijk Grand slam €17.520.000 - gravel - 128S/96Q/64D/32X                                | Casey Dellacqua Scott Lipsky         | Katarina Srebotnik Nenad Zimonjić  | 7–6(6), 4–6, [10–7] | details |

### Juni
| Week van        | Toernooi | Winnares                                    | Verliezend finaliste                | Uitslag finale   |         |
| --------------- | --- | ------------------------------------------- | ----------------------------------- | ---------------- | ------- |
| 6 juni          | AEGON Classic Birmingham, Verenigd Koninkrijk WTA International Tournaments $220.000 - gras - 56S/32Q/16D          | Sabine Lisicki                              | Daniela Hantuchová                  | 6–3, 6–2         | details |
| 6 juni          | AEGON Classic Birmingham, Verenigd Koninkrijk WTA International Tournaments $220.000 - gras - 56S/32Q/16D          | Volha Havartsova Alla Koedrjavtseva         | Sara Errani Roberta Vinci           | 1–6, 6–1, [10–5] | details |
| 6 juni          | e-Boks Sony Ericsson Open Kopenhagen, Denemarken WTA International Tournaments $220.000 - tapijt (i) - 32S/32Q/16D | Caroline Wozniacki                          | Lucie Šafářová                      | 6–1, 6–4         | details |
| 6 juni          | e-Boks Sony Ericsson Open Kopenhagen, Denemarken WTA International Tournaments $220.000 - tapijt (i) - 32S/32Q/16D | Johanna Larsson Jasmin Wöhr                 | Kristina Mladenovic Katarzyna Piter | 6–3, 6–3         | details |
| 13 juni         | AEGON International Eastbourne, Verenigd Koninkrijk WTA Premier Tournaments $600.000 - gras - 32S/32Q/16D          | Marion Bartoli                              | Petra Kvitová                       | 6–1, 4–6, 7–5    | details |
| 13 juni         | AEGON International Eastbourne, Verenigd Koninkrijk WTA Premier Tournaments $600.000 - gras - 32S/32Q/16D          | Květa Peschke Katarina Srebotnik            | Liezel Huber Lisa Raymond           | 6–3, 6–0         | details |
| 13 juni         | UNICEF Open Rosmalen, Nederland WTA International Tournaments $220.000 - gras - 32S/32Q/16D                        | Roberta Vinci                               | Jelena Dokić                        | 6–7(7), 6–3, 7–5 | details |
| 13 juni         | UNICEF Open Rosmalen, Nederland WTA International Tournaments $220.000 - gras - 32S/32Q/16D                        | Barbora Záhlavová-Strýcová Klára Zakopalová | Dominika Cibulková Flavia Pennetta  | 1–6, 6–4, [10–7] | details |
| 20 juni 27 juni | Wimbledon Londen, Verenigd Koninkrijk Grand slam £7.300.000 - gras - 128S/96Q/64D/48X                              | Petra Kvitová                               | Maria Sjarapova                     | 6–3, 6–4         | details |
| 20 juni 27 juni | Wimbledon Londen, Verenigd Koninkrijk Grand slam £7.300.000 - gras - 128S/96Q/64D/48X                              | Květa Peschke Katarina Srebotnik            | Sabine Lisicki Samantha Stosur      | 6–3, 6–1         | details |
| 20 juni 27 juni | Wimbledon Londen, Verenigd Koninkrijk Grand slam £7.300.000 - gras - 128S/96Q/64D/48X                              | Iveta Benešová Jürgen Melzer                | Jelena Vesnina Mahesh Bhupathi      | 6–3, 6–2         | details |

### Juli
| Week van | Toernooi | Winnares                                           | Verliezend finaliste                          | Uitslag finale    |         |
| -------- | --- | -------------------------------------------------- | --------------------------------------------- | ----------------- | ------- |
| 4 juli   | GDF SUEZ Grand Prix Boedapest, Hongarije WTA International Tournaments $220.000 - gravel - 32S/32Q/16D                      | Roberta Vinci                                      | Irina-Camelia Begu                            | 6–4, 1–6, 6–4     | details |
| 4 juli   | GDF SUEZ Grand Prix Boedapest, Hongarije WTA International Tournaments $220.000 - gravel - 32S/32Q/16D                      | Anabel Medina Garrigues Alicja Rosolska            | Natalie Grandin Vladimíra Uhlířová            | 6–2, 6–2          | details |
| 4 juli   | Collector Swedish Open Women Båstad, Zweden WTA International Tournaments $220.000 - gravel - 32S/32Q/16D                   | Polona Hercog                                      | Johanna Larsson                               | 6–4, 7–5          | details |
| 4 juli   | Collector Swedish Open Women Båstad, Zweden WTA International Tournaments $220.000 - gravel - 32S/32Q/16D                   | Lourdes Domínguez Lino María José Martínez Sánchez | Nuria Llagostera Vives Arantxa Parra Santonja | 6–3, 6–3          | details |
| 11 juli  | Internazionali Femminili di tennis di Palermo Palermo, Italië WTA International Tournaments $220.000 - gravel - 32S/32Q/16D | Anabel Medina Garrigues                            | Polona Hercog                                 | 6–3, 6–2          | details |
| 11 juli  | Internazionali Femminili di tennis di Palermo Palermo, Italië WTA International Tournaments $220.000 - gravel - 32S/32Q/16D | Sara Errani Roberta Vinci                          | Andrea Hlaváčková Klára Zakopalová            | 7–5, 6–1          | details |
| 11 juli  | Nürnberger Gastein Ladies Bad Gastein, Oostenrijk WTA International Tournaments $220.000 - gravel - 32S/32Q/16D             | María José Martínez Sánchez                        | Patricia Mayr                                 | 6–0, 7–5          | details |
| 11 juli  | Nürnberger Gastein Ladies Bad Gastein, Oostenrijk WTA International Tournaments $220.000 - gravel - 32S/32Q/16D             | Eva Birnerová Lucie Hradecká                       | Jarmila Gajdošová Julia Görges                | 4–6, 6–2, [12–10] | details |
| 18 juli  | Baku Cup Bakoe, Azerbeidzjan WTA International Tournaments $220.000 - hardcourt - 32S/19Q/16D                               | Vera Zvonarjova                                    | Ksenija Pervak                                | 6–1, 6–4          | details |
| 18 juli  | Baku Cup Bakoe, Azerbeidzjan WTA International Tournaments $220.000 - hardcourt - 32S/19Q/16D                               | Marija Koryttseva Tatjana Poetsjek                 | Monica Niculescu Galina Voskobojeva           | 6–3, 2–6, [10–8]  | details |
| 25 juli  | Bank of the West Classic Stanford, Verenigde Staten WTA Premier Tournaments $700.000 - hardcourt - 30S/32Q/16D              | Serena Williams                                    | Marion Bartoli                                | 7–5, 6–1          | details |
| 25 juli  | Bank of the West Classic Stanford, Verenigde Staten WTA Premier Tournaments $700.000 - hardcourt - 30S/32Q/16D              | Viktoryja Azarenka Maria Kirilenko                 | Liezel Huber Lisa Raymond                     | 6–1, 6–3          | details |
| 25 juli  | Citi Open College Park, Verenigde Staten WTA International Tournaments $220.000 - hardcourt - 32S/32Q/16D                   | Nadja Petrova                                      | Shahar Peer                                   | 7–5, 6–2          | details |
| 25 juli  | Citi Open College Park, Verenigde Staten WTA International Tournaments $220.000 - hardcourt - 32S/32Q/16D                   | Sania Mirza Jaroslava Sjvedova                     | Volha Havartsova Alla Koedrjavtseva           | 6–3, 6–3          | details |

### Augustus
| Week van                | Toernooi | Winnares                          | Verliezend finaliste               | Uitslag finale      |         |
| ----------------------- | --- | --------------------------------- | ---------------------------------- | ------------------- | ------- |
| 1 augustus              | Mercury Insurance Open Carlsbad, Verenigde Staten WTA Premier Tournaments $721.000 - hardcourt - 56S/32Q/16D                                   | Agnieszka Radwańska               | Vera Zvonarjova                    | 6–3, 6–4            | details |
| 1 augustus              | Mercury Insurance Open Carlsbad, Verenigde Staten WTA Premier Tournaments $721.000 - hardcourt - 56S/32Q/16D                                   | Květa Peschke Katarina Srebotnik  | Raquel Kops-Jones Abigail Spears   | 6–0, 6–2            | details |
| 8 augustus              | Rogers Cup presented by National Bank Toronto, Canada WTA Premier Five Tournaments $2.000.000 - hardcourt - 56S/32Q/28D                        | Serena Williams                   | Samantha Stosur                    | 6–4, 6–2            | details |
| 8 augustus              | Rogers Cup presented by National Bank Toronto, Canada WTA Premier Five Tournaments $2.000.000 - hardcourt - 56S/32Q/28D                        | Liezel Huber Lisa Raymond         | Viktoryja Azarenka Maria Kirilenko | walk-over           | details |
| 15 augustus             | Western & Southern Financial Group Women's Open Cincinnati, Verenigde Staten WTA Premier Five Tournaments $2.050.000 - hardcourt - 56S/32Q/28D | Maria Sjarapova                   | Jelena Janković                    | 4–6, 7–6(3), 6–3    | details |
| 15 augustus             | Western & Southern Financial Group Women's Open Cincinnati, Verenigde Staten WTA Premier Five Tournaments $2.050.000 - hardcourt - 56S/32Q/28D | Vania King Jaroslava Sjvedova     | Natalie Grandin Vladimíra Uhlířová | 6–4, 3–6, [11–9]    | details |
| 22 augustus             | New Haven Open at Yale New Haven, Verenigde Staten WTA Premier Tournaments $600.000 - hardcourt - 30S/32Q/16D                                  | Caroline Wozniacki                | Petra Cetkovská                    | 6–4, 6–1            | details |
| 22 augustus             | New Haven Open at Yale New Haven, Verenigde Staten WTA Premier Tournaments $600.000 - hardcourt - 30S/32Q/16D                                  | Chuang Chia-jung Volha Havartsova | Sara Errani Roberta Vinci          | 7–5, 6–2            | details |
| 22 augustus             | Texas Tennis Open Dallas, Verenigde Staten WTA International Tournaments $220.000 - hardcourt - 32S/16Q/16D                                    | Sabine Lisicki                    | Aravane Rezaï                      | 6–2, 6–1            | details |
| 22 augustus             | Texas Tennis Open Dallas, Verenigde Staten WTA International Tournaments $220.000 - hardcourt - 32S/16Q/16D                                    | Alberta Brianti Sorana Cîrstea    | Alizé Cornet Pauline Parmentier    | 7–5, 6–3            | details |
| 29 augustus 5 september | US Open New York, Verenigde Staten Grand slam $10.768.000 - hardcourt - 128S/128Q/64D/32X                                                      | Samantha Stosur                   | Serena Williams                    | 6–2, 6–3            | details |
| 29 augustus 5 september | US Open New York, Verenigde Staten Grand slam $10.768.000 - hardcourt - 128S/128Q/64D/32X                                                      | Liezel Huber Lisa Raymond         | Vania King Jaroslava Sjvedova      | 4–6, 7–6(5), 7–6(3) | details |
| 29 augustus 5 september | US Open New York, Verenigde Staten Grand slam $10.768.000 - hardcourt - 128S/128Q/64D/32X                                                      | Melanie Oudin Jack Sock           | Gisela Dulko Eduardo Schwank       | 7–6(4), 4–6, [10–8] | details |

### September
| Week van     | Toernooi | Winnares                            | Verliezend finaliste                 | Uitslag finale      |         |
| ------------ | --- | ----------------------------------- | ------------------------------------ | ------------------- | ------- |
| 12 september | Tashkent Open Tasjkent, Oezbekistan WTA International Tournaments $220.000 - hardcourt - 32S/32Q/16D                   | Ksenija Pervak                      | Eva Birnerová                        | 6–3, 6–1            | details |
| 12 september | Tashkent Open Tasjkent, Oezbekistan WTA International Tournaments $220.000 - hardcourt - 32S/32Q/16D                   | Eléni Daniilídou Vitalia Djatsjenko | Ljoedmyla Kitsjenok Nadija Kitsjenok | 6–4, 6–3            | details |
| 12 september | Bell Challenge Québec, Canada WTA International Tournaments $220.000 - tapijt - 32S/32Q/16D                            | Barbora Záhlavová-Strýcová          | Marina Erakovic                      | 4–6, 6–1, 6–0       | details |
| 12 september | Bell Challenge Québec, Canada WTA International Tournaments $220.000 - tapijt - 32S/32Q/16D                            | Raquel Kops-Jones Abigail Spears    | Jamie Hampton Anna Tatishvili        | 6–1, 3–6, [10–6]    | details |
| 19 september | Hansol Korea Open Seoel, Zuid-Korea WTA International Tournaments $220.000 - hardcourt - 32S/32Q/16D                   | María José Martínez Sánchez         | Galina Voskobojeva                   | 7–6(0), 7–6(2)      | details |
| 19 september | Hansol Korea Open Seoel, Zuid-Korea WTA International Tournaments $220.000 - hardcourt - 32S/32Q/16D                   | Natalie Grandin Vladimíra Uhlířová  | Vera Doesjevina Galina Voskobojeva   | 7–6(5), 6–4         | details |
| 19 september | Guangzhou International Women's Open Guangzhou, China WTA International Tournaments $220.000 - hardcourt - 32S/32Q/16D | Chanelle Scheepers                  | Magdaléna Rybáriková                 | 6–2, 6–2            | details |
| 19 september | Guangzhou International Women's Open Guangzhou, China WTA International Tournaments $220.000 - hardcourt - 32S/32Q/16D | Hsieh Su-wei Zheng Saisai           | Chan Chin-wei Han Xinyun             | 6–2, 6–1            | details |
| 26 september | Toray Pan Pacific Open Tokio, Japan WTA Premier Five Tournaments $2.000.000 - hardcourt - 56S/32Q/16D                  | Agnieszka Radwańska                 | Vera Zvonarjova                      | 6–3, 6–2            | details |
| 26 september | Toray Pan Pacific Open Tokio, Japan WTA Premier Five Tournaments $2.000.000 - hardcourt - 56S/32Q/16D                  | Liezel Huber Lisa Raymond           | Gisela Dulko Flavia Pennetta         | 7–6(4), 0–6, [10–6] | details |

### Oktober
| Week van   | Toernooi | Winnares                                  | Verliezend finaliste                   | Uitslag finale     |         |
| ---------- | --- | ----------------------------------------- | -------------------------------------- | ------------------ | ------- |
| 3 oktober  | China Open Peking, China WTA Premier Mandatory Tournaments $4.500.000 - hardcourt - 56S/32Q/28D                            | Agnieszka Radwańska                       | Andrea Petković                        | 7–5, 0–6, 6–4      | details |
| 3 oktober  | China Open Peking, China WTA Premier Mandatory Tournaments $4.500.000 - hardcourt - 56S/32Q/28D                            | Květa Peschke Katarina Srebotnik          | Gisela Dulko Flavia Pennetta           | 6–3, 6–4           | details |
| 10 oktober | Generali Ladies Linz Linz, Oostenrijk WTA International Tournaments $220.000 - hardcourt (i) - 32S/32Q/16D                 | Petra Kvitová                             | Dominika Cibulková                     | 6–4, 6–1           | details |
| 10 oktober | Generali Ladies Linz Linz, Oostenrijk WTA International Tournaments $220.000 - hardcourt (i) - 32S/32Q/16D                 | Marina Erakovic Jelena Vesnina            | Julia Görges Anna-Lena Grönefeld       | 7–5, 6–1           | details |
| 10 oktober | HP Japan Woman's Open Tennis Osaka, Japan WTA International Tournaments $220.000 - hardcourt - 32S/32Q/16D                 | Marion Bartoli                            | Samantha Stosur                        | 6–3, 6–1           | details |
| 10 oktober | HP Japan Woman's Open Tennis Osaka, Japan WTA International Tournaments $220.000 - hardcourt - 32S/32Q/16D                 | Kimiko Date-Krumm Zhang Shuai             | Vania King Jaroslava Sjvedova          | 7–5, 3–6, [11–9]   | details |
| 17 oktober | Kremlin Cup Moskou, Rusland WTA Premier Tournaments $1.000.000 - hardcourt (i) - 32S/32Q/16D                               | Dominika Cibulková                        | Kaia Kanepi                            | 3–6, 7–6(7–1), 7–5 | details |
| 17 oktober | Kremlin Cup Moskou, Rusland WTA Premier Tournaments $1.000.000 - hardcourt (i) - 32S/32Q/16D                               | Vania King Jaroslava Sjvedova             | Anastasia Rodionova Galina Voskobojeva | 7–6(3), 6–3        | details |
| 17 oktober | BGL BNP Parisbas Luxembourg Open Luxemburg, Luxemburg WTA International Tournaments $220.000 - hardcourt (i) - 32S/32Q/16D | Viktoryja Azarenka                        | Monica Niculescu                       | 6–2, 6–2           | details |
| 17 oktober | BGL BNP Parisbas Luxembourg Open Luxemburg, Luxemburg WTA International Tournaments $220.000 - hardcourt (i) - 32S/32Q/16D | Iveta Benešová Barbora Záhlavová-Strýcová | Lucie Hradecká Jekaterina Makarova     | 7–5, 6–3           | details |
| 25 oktober | WTA Championships Istanboel, Turkije Officieus wereldkampioenschap $4.900.000 - hardcourt (i) - 8S (RR)/4D                 | Petra Kvitová                             | Viktoryja Azarenka                     | 7–5, 4–6, 6–3      | details |
| 25 oktober | WTA Championships Istanboel, Turkije Officieus wereldkampioenschap $4.900.000 - hardcourt (i) - 8S (RR)/4D                 | Liezel Huber Lisa Raymond                 | Květa Peschke Katarina Srebotnik       | 6–4, 6–4           | details |
| 31 oktober | Tournament of Champions Bali, Indonesië Eindejaarskampioenschap $600.000 - hardcourt (i) - 8S                              | Ana Ivanović                              | Anabel Medina Garrigues                | 6–3, 6–0           | details |
| 31 oktober | Fed Cup (finale) | Tsjechië                                  | Rusland                                | 3–2                | details |

### November en december
In november en december werden traditiegetrouw geen WTA-toernooien georganiseerd.

## Primeurs
Speelsters die in 2011 hun eerste WTA-enkelspeltitel wonnen:
- Alberta Brianti (Italië) in Fez, Marokko
- Polona Hercog (Slovenië) in Båstad, Zweden
- Ksenija Pervak (Rusland) in Tasjkent, Oezbekistan
- Barbora Záhlavová-Strýcová (Tsjechië) in Québec, Canada
- Chanelle Scheepers (Zuid-Afrika) in Guangzhou, China
- Dominika Cibulková (Slowakije) in Moskou, Rusland

## Statistieken (speelsters)

### Enkelspel
| Speelster                   | Grand slam | Grand slam | Year-End Championships | Year-End Championships | Premier Mandatory | Premier Mandatory | Premier Five | Premier Five | Premier | Premier | International | International | Gewonnen toernooien |
| Speelster                   | Winst      | finale     | Winst                  | finale                 | Winst             | finale            | Winst        | finale       | Winst   | finale  | Winst         | finale        | Gewonnen toernooien |
| --------------------------- | ---------- | ---------- | ---------------------- | ---------------------- | ----------------- | ----------------- | ------------ | ------------ | ------- | ------- | ------------- | ------------- | ------------------- |
| Petra Kvitová               | 1          |            | 1                      |                        | 1                 |                   |              |              | 1       | 1       | 2             |               | 6                   |
| Caroline Wozniacki          |            |            |                        |                        | 1                 |                   | 1            |              | 3       | 2       | 1             |               | 6                   |
| Agnieszka Radwańska         |            |            |                        |                        | 1                 |                   | 1            |              | 1       |         |               |               | 3                   |
| Viktoryja Azarenka          |            |            |                        | 1                      | 1                 | 1                 |              |              |         |         | 1             | 1             | 3                   |
| Roberta Vinci               |            |            |                        |                        |                   |                   |              |              |         |         | 3             |               | 3                   |
| Li Na                       | 1          | 1          |                        |                        |                   |                   |              |              | 1       |         |               |               | 2                   |
| Maria Sjarapova             |            | 1          |                        |                        |                   | 1                 | 2            |              |         |         |               |               | 2                   |
| Serena Williams             |            | 1          |                        |                        |                   |                   | 1            |              | 1       |         |               |               | 2                   |
| Marion Bartoli              |            |            |                        |                        |                   | 1                 |              |              | 1       | 1       | 1             | 1             | 2                   |
| Vera Zvonarjova             |            |            |                        |                        |                   |                   |              | 1            | 1       | 1       | 1             |               | 2                   |
| Anabel Medina Garrigues     |            |            |                        | 1                      |                   |                   |              |              |         |         | 2             |               | 2                   |
| Sabine Lisicki              |            |            |                        |                        |                   |                   |              |              |         |         | 2             |               | 2                   |
| María José Martínez Sánchez |            |            |                        |                        |                   |                   |              |              |         |         | 2             |               | 2                   |
| Samantha Stosur             | 1          |            |                        |                        |                   |                   |              | 2            |         |         |               | 1             | 1                   |
| Kim Clijsters               | 1          |            |                        |                        |                   |                   |              |              |         | 2       |               |               | 1                   |
| Ana Ivanović                |            |            | 1                      |                        |                   |                   |              |              |         |         |               |               | 1                   |
| Dominika Cibulková          |            |            |                        |                        |                   |                   |              |              | 1       |         |               | 1             | 1                   |
| Julia Görges                |            |            |                        |                        |                   |                   |              |              | 1       |         |               |               | 1                   |
| Andrea Petković             |            |            |                        |                        |                   | 1                 |              |              |         |         | 1             | 1             | 1                   |
| Jelena Dokić                |            |            |                        |                        |                   |                   |              |              |         |         | 1             | 1             | 1                   |
| Daniela Hantuchová          |            |            |                        |                        |                   |                   |              |              |         |         | 1             | 1             | 1                   |
| Polona Hercog               |            |            |                        |                        |                   |                   |              |              |         |         | 1             | 1             | 1                   |
| Ksenija Pervak              |            |            |                        |                        |                   |                   |              |              |         |         | 1             | 1             | 1                   |
| Magdaléna Rybáriková        |            |            |                        |                        |                   |                   |              |              |         |         | 1             | 1             | 1                   |
| Gréta Arn                   |            |            |                        |                        |                   |                   |              |              |         |         | 1             |               | 1                   |
| Alberta Brianti             |            |            |                        |                        |                   |                   |              |              |         |         | 1             |               | 1                   |
| Lourdes Domínguez Lino      |            |            |                        |                        |                   |                   |              |              |         |         | 1             |               | 1                   |
| Gisela Dulko                |            |            |                        |                        |                   |                   |              |              |         |         | 1             |               | 1                   |
| Jarmila Groth               |            |            |                        |                        |                   |                   |              |              |         |         | 1             |               | 1                   |
| Anastasija Pavljoetsjenkova |            |            |                        |                        |                   |                   |              |              |         |         | 1             |               | 1                   |
| Nadja Petrova               |            |            |                        |                        |                   |                   |              |              |         |         | 1             |               | 1                   |
| Chanelle Scheepers          |            |            |                        |                        |                   |                   |              |              |         |         | 1             |               | 1                   |
| Barbora Záhlavová-Strýcová  |            |            |                        |                        |                   |                   |              |              |         |         | 1             |               | 1                   |
| Francesca Schiavone         |            | 1          |                        |                        |                   |                   |              |              |         |         |               |               |                     |
| Jelena Janković             |            |            |                        |                        |                   |                   |              | 1            |         |         |               | 1             |                     |
| Svetlana Koeznetsova        |            |            |                        |                        |                   |                   |              | 1            |         |         |               |               |                     |
| Petra Cetkovská             |            |            |                        |                        |                   |                   |              |              |         | 1       |               |               |                     |
| Peng Shuai                  |            |            |                        |                        |                   |                   |              |              |         | 1       |               |               |                     |
| Jelena Vesnina              |            |            |                        |                        |                   |                   |              |              |         | 1       |               |               |                     |
| Irina-Camelia Begu          |            |            |                        |                        |                   |                   |              |              |         |         |               | 2             |                     |
| Lucie Šafářová              |            |            |                        |                        |                   |                   |              |              |         |         |               | 2             |                     |
| Kristina Barrois            |            |            |                        |                        |                   |                   |              |              |         |         |               | 1             |                     |
| Eva Birnerová               |            |            |                        |                        |                   |                   |              |              |         |         |               | 1             |                     |
| Marina Erakovic             |            |            |                        |                        |                   |                   |              |              |         |         |               | 1             |                     |
| Sara Errani                 |            |            |                        |                        |                   |                   |              |              |         |         |               | 1             |                     |
| Simona Halep                |            |            |                        |                        |                   |                   |              |              |         |         |               | 1             |                     |
| Lucie Hradecká              |            |            |                        |                        |                   |                   |              |              |         |         |               | 1             |                     |
| Mathilde Johansson          |            |            |                        |                        |                   |                   |              |              |         |         |               | 1             |                     |
| Kaia Kanepi                 |            |            |                        |                        |                   |                   |              |              |         |         |               | 1             |                     |
| Johanna Larsson             |            |            |                        |                        |                   |                   |              |              |         |         |               | 1             |                     |
| Patricia Mayr               |            |            |                        |                        |                   |                   |              |              |         |         |               | 1             |                     |
| Rebecca Marino              |            |            |                        |                        |                   |                   |              |              |         |         |               | 1             |                     |
| Bethanie Mattek-Sands       |            |            |                        |                        |                   |                   |              |              |         |         |               | 1             |                     |
| Monica Niculescu            |            |            |                        |                        |                   |                   |              |              |         |         |               | 1             |                     |
| Arantxa Parra Santonja      |            |            |                        |                        |                   |                   |              |              |         |         |               | 1             |                     |
| Shahar Peer                 |            |            |                        |                        |                   |                   |              |              |         |         |               | 1             |                     |
| Aravane Rezaï               |            |            |                        |                        |                   |                   |              |              |         |         |               | 1             |                     |
| Galina Voskobojeva          |            |            |                        |                        |                   |                   |              |              |         |         |               | 1             |                     |
| Yanina Wickmayer            |            |            |                        |                        |                   |                   |              |              |         |         |               | 1             |                     |

### Dubbelspel
| Speelster                   | Grand slam | Grand slam | Year-End Championships | Year-End Championships | Premier Mandatory | Premier Mandatory | Premier Five | Premier Five | Premier | Premier | International | International | Gewonnen toernooien |
| Speelster                   | Winst      | finale     | Winst                  | finale                 | Winst             | finale            | Winst        | finale       | Winst   | finale  | Winst         | finale        | Gewonnen toernooien |
| --------------------------- | ---------- | ---------- | ---------------------- | ---------------------- | ----------------- | ----------------- | ------------ | ------------ | ------- | ------- | ------------- | ------------- | ------------------- |
| Květa Peschke               | 1          |            |                        | 1                      | 1                 | 1                 |              | 1            | 3       | 1       | 1             |               | 6                   |
| Katarina Srebotnik          | 1          |            |                        | 1                      | 1                 | 1                 |              | 1            | 3       | 1       | 1             |               | 6                   |
| Liezel Huber                | 1          |            | 1                      |                        |                   | 1                 | 3            |              |         | 3       |               |               | 5                   |
| Barbora Záhlavová-Strýcová  |            |            |                        |                        |                   |                   |              |              | 1       |         | 4             |               | 5                   |
| Lisa Raymond                | 1          |            | 1                      |                        |                   |                   | 2            |              |         | 2       |               |               | 4                   |
| Iveta Benešová              |            |            |                        |                        |                   |                   |              |              | 1       |         | 3             |               | 4                   |
| Andrea Hlaváčková           | 1          |            |                        |                        |                   |                   |              |              |         |         | 2             | 2             | 3                   |
| Sania Mirza                 |            | 1          |                        |                        | 1                 |                   |              |              | 1       |         | 1             |               | 3                   |
| Jelena Vesnina              |            | 1          |                        |                        | 1                 |                   |              |              | 1       |         | 1             |               | 3                   |
| Jaroslava Sjvedova          |            | 1          |                        |                        |                   |                   | 1            | 1            | 1       |         | 1             | 1             | 3                   |
| Volha Havartsova            |            |            |                        |                        |                   |                   |              |              | 1       |         | 2             | 1             | 3                   |
| Sara Errani                 |            |            |                        |                        |                   |                   |              |              |         | 1       | 3             | 2             | 3                   |
| Roberta Vinci               |            |            |                        |                        |                   |                   |              |              |         | 1       | 3             | 2             | 3                   |
| Galina Voskobojeva          |            |            |                        |                        |                   |                   |              |              |         | 1       | 3             | 2             | 3                   |
| Lucie Hradecká              | 1          |            |                        |                        |                   |                   |              |              |         |         | 1             | 2             | 2                   |
| Viktoryja Azarenka          |            | 1          |                        |                        | 1                 |                   |              | 1            | 1       |         |               |               | 2                   |
| Maria Kirilenko             |            | 1          |                        |                        | 1                 |                   |              | 1            | 1       |         |               |               | 2                   |
| Vania King                  |            | 1          |                        |                        |                   |                   | 1            | 1            | 1       |         |               | 2             | 2                   |
| María José Martínez Sánchez |            |            |                        |                        |                   |                   | 1            |              |         |         | 1             |               | 2                   |
| Chuang Chia-jung            |            |            |                        |                        |                   |                   |              |              | 1       |         | 1             |               | 2                   |
| Alla Koedrjavtseva          |            |            |                        |                        |                   |                   |              |              |         |         | 2             | 1             | 2                   |
| Alisa Klejbanova            |            |            |                        |                        |                   |                   |              |              |         |         | 2             |               | 2                   |
| Marija Koryttseva           |            |            |                        |                        |                   |                   |              |              |         |         | 2             |               | 2                   |
| Anabel Medina Garrigues     |            |            |                        |                        |                   |                   |              |              |         |         | 2             |               | 2                   |
| Flavia Pennetta             | 1          |            |                        |                        |                   | 1                 |              | 1            |         |         |               | 1             | 1                   |
| Gisela Dulko                | 1          |            |                        |                        |                   | 1                 |              | 1            |         |         |               |               | 1                   |
| Daniela Hantuchová          |            |            |                        |                        | 1                 |                   |              |              |         |         |               |               | 1                   |
| Agnieszka Radwańska         |            |            |                        |                        | 1                 |                   |              |              |         |         |               |               | 1                   |
| Zheng Jie                   |            |            |                        |                        |                   |                   | 1            |              |         |         |               | 1             | 1                   |
| Peng Shuai                  |            |            |                        |                        |                   |                   | 1            |              |         |         |               |               | 1                   |
| Sabine Lisicki              |            | 1          |                        |                        |                   |                   |              |              | 1       |         |               |               | 1                   |
| Samantha Stosur             |            | 1          |                        |                        |                   |                   |              |              | 1       |         |               |               | 1                   |
| Bethanie Mattek-Sands       |            |            |                        |                        |                   | 1                 |              |              | 1       | 1       |               |               | 1                   |
| Meghann Shaughnessy         |            |            |                        |                        |                   | 1                 |              |              | 1       | 1       |               |               | 1                   |
| Natalie Grandin             |            |            |                        |                        |                   |                   |              | 1            |         |         | 1             | 3             | 1                   |
| Vladimíra Uhlířová          |            |            |                        |                        |                   |                   |              | 1            |         |         | 1             | 3             | 1                   |
| Raquel Kops-Jones           |            |            |                        |                        |                   |                   |              |              |         | 1       | 1             |               | 1                   |
| Abigail Spears              |            |            |                        |                        |                   |                   |              |              |         | 1       | 1             |               | 1                   |
| Jasmin Wöhr                 |            |            |                        |                        |                   |                   |              |              |         | 1       | 1             |               | 1                   |
| Alicja Rosolska             |            |            |                        |                        |                   |                   |              |              |         |         | 1             | 2             | 1                   |
| Eléni Daniilídou            |            |            |                        |                        |                   |                   |              |              |         |         | 1             | 1             | 1                   |
| Lourdes Domínguez Lino      |            |            |                        |                        |                   |                   |              |              |         |         | 1             | 1             | 1                   |
| Marina Erakovic             |            |            |                        |                        |                   |                   |              |              |         |         | 1             | 1             | 1                   |
| Arantxa Parra Santonja      |            |            |                        |                        |                   |                   |              |              |         |         | 1             | 1             | 1                   |
| Klára Zakopalová            |            |            |                        |                        |                   |                   |              |              |         |         | 1             | 1             | 1                   |
| Akgul Amanmuradova          |            |            |                        |                        |                   |                   |              |              |         |         | 1             |               | 1                   |
| Eva Birnerová               |            |            |                        |                        |                   |                   |              |              |         |         | 1             |               | 1                   |
| Alberta Brianti             |            |            |                        |                        |                   |                   |              |              |         |         | 1             |               | 1                   |
| Sorana Cîrstea              |            |            |                        |                        |                   |                   |              |              |         |         | 1             |               | 1                   |
| Kimiko Date-Krumm           |            |            |                        |                        |                   |                   |              |              |         |         | 1             |               | 1                   |
| Vitalia Djatsjenko          |            |            |                        |                        |                   |                   |              |              |         |         | 1             |               | 1                   |
| Edina Gallovits-Hall        |            |            |                        |                        |                   |                   |              |              |         |         | 1             |               | 1                   |
| Hsieh Su-wei                |            |            |                        |                        |                   |                   |              |              |         |         | 1             |               | 1                   |
| Johanna Larsson             |            |            |                        |                        |                   |                   |              |              |         |         | 1             |               | 1                   |
| Nuria Llagostera Vives      |            |            |                        |                        |                   |                   |              |              |         |         | 1             |               | 1                   |
| Ioana Raluca Olaru          |            |            |                        |                        |                   |                   |              |              |         |         | 1             |               | 1                   |
| Anastasija Pavljoetsjenkova |            |            |                        |                        |                   |                   |              |              |         |         | 1             |               | 1                   |
| Tatjana Poetsjek            |            |            |                        |                        |                   |                   |              |              |         |         | 1             |               | 1                   |
| Dinara Safina               |            |            |                        |                        |                   |                   |              |              |         |         | 1             |               | 1                   |
| Renata Voráčová             |            |            |                        |                        |                   |                   |              |              |         |         | 1             |               | 1                   |
| Zhang Shuai                 |            |            |                        |                        |                   |                   |              |              |         |         | 1             |               | 1                   |
| Zheng Saisai                |            |            |                        |                        |                   |                   |              |              |         |         | 1             |               | 1                   |
| Nadja Petrova               |            |            |                        |                        |                   | 1                 |              |              |         | 1       |               |               |                     |
| Jekaterina Makarova         |            |            |                        |                        |                   |                   |              |              |         | 1       |               | 1             |                     |
| Kristina Barrois            |            |            |                        |                        |                   |                   |              |              |         | 1       |               |               |                     |
| Vera Doesjevina             |            |            |                        |                        |                   |                   |              |              |         | 1       |               |               |                     |
| Anastasia Rodionova         |            |            |                        |                        |                   |                   |              |              |         | 1       |               |               |                     |
| Julia Görges                |            |            |                        |                        |                   |                   |              |              |         |         |               | 2             |                     |
| Anna-Lena Grönefeld         |            |            |                        |                        |                   |                   |              |              |         |         |               | 2             |                     |
| Klaudia Jans                |            |            |                        |                        |                   |                   |              |              |         |         |               | 2             |                     |
| Sofia Arvidsson             |            |            |                        |                        |                   |                   |              |              |         |         |               | 1             |                     |
| Kateryna Bondarenko         |            |            |                        |                        |                   |                   |              |              |         |         |               | 1             |                     |
| Nina Brattsjikova           |            |            |                        |                        |                   |                   |              |              |         |         |               | 1             |                     |
| Chan Chin-wei               |            |            |                        |                        |                   |                   |              |              |         |         |               | 1             |                     |
| Dominika Cibulková          |            |            |                        |                        |                   |                   |              |              |         |         |               | 1             |                     |
| Alizé Cornet                |            |            |                        |                        |                   |                   |              |              |         |         |               | 1             |                     |
| Līga Dekmeijere             |            |            |                        |                        |                   |                   |              |              |         |         |               | 1             |                     |
| Vera Doesjevina             |            |            |                        |                        |                   |                   |              |              |         |         |               | 1             |                     |
| Sharon Fichman              |            |            |                        |                        |                   |                   |              |              |         |         |               | 1             |                     |
| Jarmila Gajdošová           |            |            |                        |                        |                   |                   |              |              |         |         |               | 1             |                     |
| Jamie Hampton               |            |            |                        |                        |                   |                   |              |              |         |         |               | 1             |                     |
| Han Xinyun                  |            |            |                        |                        |                   |                   |              |              |         |         |               | 1             |                     |
| Ljoedmyla Kitsjenok         |            |            |                        |                        |                   |                   |              |              |         |         |               | 1             |                     |
| Nadija Kitsjenok            |            |            |                        |                        |                   |                   |              |              |         |         |               | 1             |                     |
| Sandra Klemenschits         |            |            |                        |                        |                   |                   |              |              |         |         |               | 1             |                     |
| Michaëlla Krajicek          |            |            |                        |                        |                   |                   |              |              |         |         |               | 1             |                     |
| Noppawan Lertcheewakarn     |            |            |                        |                        |                   |                   |              |              |         |         |               | 1             |                     |
| Kristina Mladenovic         |            |            |                        |                        |                   |                   |              |              |         |         |               | 1             |                     |
| Jessica Moore               |            |            |                        |                        |                   |                   |              |              |         |         |               | 1             |                     |
| Monica Niculescu            |            |            |                        |                        |                   |                   |              |              |         |         |               | 1             |                     |
| Pauline Parmentier          |            |            |                        |                        |                   |                   |              |              |         |         |               | 1             |                     |
| Katarzyna Piter             |            |            |                        |                        |                   |                   |              |              |         |         |               | 1             |                     |
| Laura Pous Tió              |            |            |                        |                        |                   |                   |              |              |         |         |               | 1             |                     |
| Sun Shengnan                |            |            |                        |                        |                   |                   |              |              |         |         |               | 1             |                     |
| Anna Tatishvili             |            |            |                        |                        |                   |                   |              |              |         |         |               | 1             |                     |

## Statistieken (toernooien)

### Toernooien per ondergrond
| ondergrond   | aantal | buiten/binnen | aantal    |
| ------------ | ------ | ------------- | --------- |
| hardcourt    | 35     | buiten        | 25        |
| hardcourt    | 35     | binnen        | 10        |
| gravel       | 16     | buiten        | 15        |
| gravel       | 16     | binnen        | 1         |
| groen gravel | 1      | buiten        | 1         |
| gras         | 4      | buiten        | 4         |
| tapijt       | 2      | binnen        | 2         |
| wisselend    | 3      | (Fed Cup)     | (Fed Cup) |
| TOTAAL       | 61     |               |           |

### Toernooien per continent
| continent               | aantal |
| ----------------------- | ------ |
| Europa                  | 22     |
| Noord/Centraal-Amerika  | 15     |
| Azië                    | 13     |
| Australië/Nieuw-Zeeland | 6      |
| Zuid-Amerika            | 1      |
| Afrika                  | 1      |
| wisselend               | 3      |
| TOTAAL                  | 61     |

### Toernooien per land
| aantal | land |
| ------ | --- |
| 11     | Verenigde Staten |
| 5      | Australië |
| 3      | Frankrijk, Spanje, Verenigd Koninkrijk |
| 2      | Canada, China, Italië, Japan, Mexico, Oostenrijk |
| 1      | Azerbeidzjan, België, Colombia, Denemarken, Duitsland, Hongarije, Indonesië, Luxemburg, Maleisië, Marokko, Nederland, Nieuw-Zeeland, Oezbekistan, Portugal, Qatar, Rusland, Thailand, Turkije, Verenigde Arabische Emiraten, Zuid-Korea, Zweden |

## Bron
- (en)  WTA-toernooikalender

1971 · 1972 · 1973 · 1974 · 1975 · 1976 · 1977 · 1978 · 1979 · 1980 · 1981 · 1982 · 1983 · 1984 · 1985 · 1986 · 1987 · 1988 · 1989 · 1990 · 1991 · 1992 · 1993 · 1994 · 1995 · 1996 · 1997 · 1998 · 1999 · 2000 · 2001 · 2002 · 2003 · 2004 · 2005 · 2006 · 2007 · 2008 · 2009 · 2010 · 2011 · 2012 · 2013 · 2014 · 2015 · 2016 · 2017 · 2018 · 2019 · 2020 · 2021 · 2022 · 2023 · 2024 · 2025